# Puschendorf
Puschendorf település Németországban, azon belül Bajorországban. Lakosainak száma 2277 fő (2023. december 31.). Puschendorf Langenzenn és Veitsbronn községekkel határos.

## Népesség
A település népessége az elmúlt években az alábbi módon változott:
| Lakosok száma | 198  | 476  | 1229 | 1582 | 2167 | 2185 | 2224 | 2276 | 2229 | 2277 |
|               | 1875 | 1950 | 1975 | 1987 | 2012 | 2014 | 2016 | 2017 | 2021 | 2023 |